# Squad303
Squad303 – globalna grupa aktywistów internetowych i programistów wywodząca się z Polski. Część grupy Anonymous. Głównym celem grupy jest walka o swobody obywatelskie oraz zwalczanie dezinformacji.

## Historia i nazwa
Squad303 powstał po rozpoczęciu konfliktu zbrojnego na terytorium Ukrainy w lutym 2022 roku. Od początku jego głównym celem jest walka z propagandą informacyjną rządu Rosji i uświadamianie Rosjan o sytuacji w Ukrainie. Squad303 został założony przez Polaków „z pokolenia Solidarności i Radia Wolna Europa”. Obecnie Squad303 liczy ponad 100 członków z całego świata. Zarówno nazwa grupy, jak i narzędzi, które stworzyli, nawiązują do polskiej historii i osiągnięć.
Nazwa Squad303 odwołuje do polskiego dywizjonu lotnictwa myśliwskiego (Dywizjon 303), który walczył w bitwie o Anglię. Dywizjon zaliczany jest do najlepszych jednostek myśliwskich II wojny światowej.
Rzecznik grupy występuje pod pseudonimem „Jan Zumbach”, używając imienia i nazwiska polskiego asa myślistwa, podpułkownika Wojska Polskiego, który walczył również w bitwie o Anglię, jak i brał udział w kampanii francuskiej.
Squad303 stworzył narzędzie, które dostępne jest na stronie internetowej 1920.in. Nazwa aplikacji nawiązuje do Bitwy Warszawskiej z 1920 roku, częściej nazywanej Cudem nad Wisłą, gdzie polska armia, pod dowództwem Józefa Piłsudskiego, zatrzymała kroczącą w stronę Europy Zachodniej Armię Czerwoną.

## Działalność
4.03.2022 roku Squad303 udostępnił bezpłatne narzędzie, dostępne na stronie 1920.in, pozwalające na wysyłanie wiadomości SMS, za pośrednictwem swojego telefonu, do losowo wybranych Rosjan. W trakcie pierwszych 12 godzin po starcie aplikacji wysłano ponad milion SMS-ów, a do 29.03.2022 wysłane zostało ponad 50 milionów wiadomości.
Wraz z rozwojem aplikacji, aktywiści z grupy Squad303, dodawali kolejne funkcjonalności pozwalające informować zwykłych Rosjan o sytuacji na terytorium Ukrainy. Obecnie narzędzie pozwala na wysyłanie wiadomości SMS, wiadomości za pośrednictwem komunikatora WhatsApp, wiadomości e-mail oraz na wykonywanie połączeń telefonicznych. Twórcy aplikacji przygotowali również predefiniowane, przetłumaczone na rosyjski teksty, z których internauci mogą skorzystać. Łącznie za pośrednictwem strony 1920.in wysłane zostało ponad 50 000 000 komunikatów.

## Efekty działalności
Rozwiązanie przygotowane przez Squad303 spotkało się z bardzo dobrym odbiorem angażując ludzi chcących włączyć się w walkę z propagandą Rosyjską. Miliony użytkowników wysłało wiadomości do obywateli Rosji. Rekordziści wysłali nawet kilka tysięcy unikatowych SMS-ów. Reakcje samych Rosjan są różne. Część wiadomości spotyka się z brakiem odpowiedzi, pojawiają się wyzwiska i podtrzymywanie propagandy z Kremla, jednak część odbiorców wchodzi w dyskusje i jest wdzięczna za przedstawianie sytuacji z innej perspektywy. Jak podają twórcy narzędzia, znaczna część społeczeństwa boi się nawiązać konwersacje, ze względu na konsekwencje prawne, które mogą ich spotkać za niedostosowanie się do retoryki rządu rosyjskiego. Uważają jednak, że nawet wiadomości, które nie spotkały się z odpowiedzią, wywołują efekt przekazując prawdę o rosyjskiej agresji na Ukrainę.

## Reakcja Kremla
Od chwili uruchomienia 1920.in jest ono przedmiotem rosyjskich ataków DDoS. Hakerzy atakują też serwery Squad303. W dniu 4.03.2022 r. Kreml wprowadził odpowiedzialność karną dla osób rozpowszechniających niezgodne z linią rosyjskiego rządu informacje dotyczące sytuacji w Ukrainie. W dniu 06.03.2022 r. Kevin Rothrock przekazał informacje o prowadzonych na ulicach Moskwy wyrywkowych kontrolach telefonów w poszukiwaniu wiadomości dotyczących wojny na Ukrainie.
15.03.2022 r. Kreml – w odpowiedzi na działania Squad303 – wprowadził na poziomie rosyjskich sieci telekomunikacyjnych pełnotekstową cenzurę treści wiadomości wysyłanych ze strony 1920.in. Squad303 poinformował niedługo później, że udało im się obejść wprowadzone ograniczenia i wiadomości są skutecznie dostarczane do obywateli Rosji.

## Media
Narzędzie stworzone przez polskich aktywistów rozniosło się szerokim echem po całym globie. Artykuły o aplikacji i wywiady z jej twórcami zostały opublikowane przez takie media jak: The Wall Street Jorunal, The Sydney Morning Herald, Forbes, The Washington Post, Huffpost, BBC, CNN, ZDF, Der Spiegel, Hackread, Fakt, Superexpress, RMF, The Times, Deutsche Welle czy Rzeczpospolita.
Materiały informacyjne grupy, takie jak filmy czy tweety, osiągają łącznie dziesiątki milionów wyświetleń w Internecie.